# IC 187-1
IC 187-1 — галактика типу SBa (компактна витягнута галактика) у сузір'ї Трикутник.
Цей об'єкт міститься в оригінальній редакції індексного каталогу.